# 2001年井里汶列車相撞事故
2001年井里汶列車相撞事故，2001年9月2日，於印度尼西亞共和國西爪哇省井汶一處火車站發生一列火車與一輛火車頭相撞事故，造成至少42人喪生，60多人受傷，是印尼那幾年最嚴重的火車事故。:9:12

## 事故過程
當日清晨3點45分左右，一列載運著400名乘員、由雅加達駛往日惹的因普再也號載客列車在井里汶火車總站撞上正在切換軌道的一輛井里汶快車（英語：locomotive Cirebon Express）火車頭。載客列車脫軌翻覆:1，駕駛員身亡:12。救援工作從2日清晨至3日清晨仍未結束，數百名救難人員投入了救援工作，因為害怕還有生還者受困在扭曲變形的車廂內，工作人員用手工鋸和繩索來檢索列車殘骸。

## 影響
事故造成爪哇島北部的鐵路交通一度中斷，事發地井里汶車站是西爪哇到中爪哇線上的主要車站，該鐵道線於隔日晚間逐漸恢復服務。
在井汶事故之前，印尼國家鐵道公司在該年已發生6起列車事故，至少26人死亡，47人負傷。就在前一個月，一列因普再也號列車在中爪哇省直葛肇事，造成13人罹難。因為交通安全紀錄不佳，印度尼西亞法律援助和人權協會敦促交通部長阿古姆古默拉辭職負責，印度尼西亞消費者基金會也整理相關文件要對國家鐵道公司提起集體訴訟。阿古姆古默拉在互助內閣任滿至2004年10月，未因此事去職。